# 숙위소
숙위소(宿衛所)는 조선시대 국왕의 호위 부대 가운데 하나이다. 숙위영(宿衛營)이라고도 한다.

## 역사
정조가 즉위한 이후 잇따라 시도되었던 암살 위협으로부터 자신을 보호하고자 즉위 이듬해인 1777년(정조 1년) 11월 15일에 창덕궁 건양문(建陽門) 동쪽에 숙위소를 설치하고, 당시 금위대장 홍국영을 숙위대장(宿衛大將)으로 임명하였다. 숙위소 현판이 게시된 것은 1779년(정조 3년) 5월 4일이었는데, 그해 9월에 홍국영을 실각시키고 10월 8일에 폐지하였다. 이러한 국왕 호위부대는 1782년에 장용위로 이어진다.

## 임무
국왕의 명령으로 숙위소가 궁궐 안 각 지역의 숙위를 총괄하였다. 이에 따라 궁궐 안을 경비하는 위장, 부장, 금군, 훈련도감 군사, 각 궐문의 수문장, 그리고 궁궐 밖을 순찰하는 입직군, 순라군이 매일 숙위대장에게 이상 유무를 보고하였으며, 궁궐 안에서 정기적으로 교체되는 경비 군사의 명단도 숙위소에 보고되었다. 오위도총부, 병조는 숙위소와 대등하게 문서를 주고받았으며, 특히 숙위소와 관계되는 일은 숙위대장에게 공문을 보내야 했다.

## 관제
- 숙위대장(宿衛大將) : 숙위소 대장.
- 종사관(從事官) : 병조 낭청을 차출하여 임명.
- 교련관(敎鍊官)
- 기패관(旗牌官)
- 군관(軍官)
- 협련장관(挾輦將官)
- 창검장관(槍劍將官)
- 무예별감(武藝別監)

## 편성
- 난후별대(攔後別隊)[2] : 마병(馬兵) 1초(哨)[3]
- 가전별초(駕前別抄)[4] : 어영청 소속 병력
- 가후금군(駕後禁軍)[5] : 병조 소속 병력

## 기타
숙위소는 홍국영이 대장으로 있던 정조 시대의 호위 부대가 대표적이나, 인조 시기에도 같은 명칭이 기록에 등장한다. 이 시기의 숙위소 명칭은 체계를 갖춘 부대가 아닌, 단순한 숙위(호위)를 위한 장소를 뜻한다.

## 같이 보기
- 장용위
- 장용영